# Bavaria (cerveza)
Bavaria fue una marca de cerveza de la empresa Bavaria al principio de su historia, en 1920, y que se dejó de producir en los años 1980 en favor de otras marcas más comerciales y que, siendo de su mismo fabricante, eran su directa competencia (Águila y Clausen).

## Historia
Al principio de la historia de la cervecería de don Leo Kopp y sus familiares, y con el fin de darle una cercanía de identidad con el continente europeo, se decide en 1921 ofrecer una cerveza con el nombre de Bavaria; pero, después de su creación, el maestro cervecero principal de la cervecería, Robert Kohn, se separa de la anterior y funda su cervecería particular, en donde comienza a producir la cerveza de marca Germania, que brilló en el mercado desde 1932 hasta bien entrados los años 1960, pero en los años 1970, cuando su competidora Bavaria la había venido manejando como una de sus marcas comerciales de cerveza, la cervecería Bavaria la deja de producir en favor de productos con más clientela, como Águila y Clausen.